# ویلیام سیلی گاست
ویلیام سیلی گاست (به انگلیسی: William Sealy Gosset) ‏
(۱۳ ژوئن ۱۸۷۶ − ۱۶ اکتبر ۱۹۳۷) آماردانی مشهور که با نام مستعار دانشجو کارهایش را در زمینه توزیع تی-استودنت منتشر کرد.
او که در کانتربری انگلستان به دنیا آمده بود در کالج وینچستر به تحصیل پرداخت و سپس در نیوکالج آکسفورد به تحصیل شیمی و ریاضیات پرداخت.
پس از پایان تحصیل، او در کارخانه آبجوسازی آرتور گینیس در دوبلین مشغول به کار شد. گوسه دانش آماری خود را برای انتخاب بهترین نوع جو برای کاشت در مزرعه و فراوری آن در آبجوسازی گینیس بکار گرفت. 